# Onze-Lieve-Vrouwgasthuis (Asse)

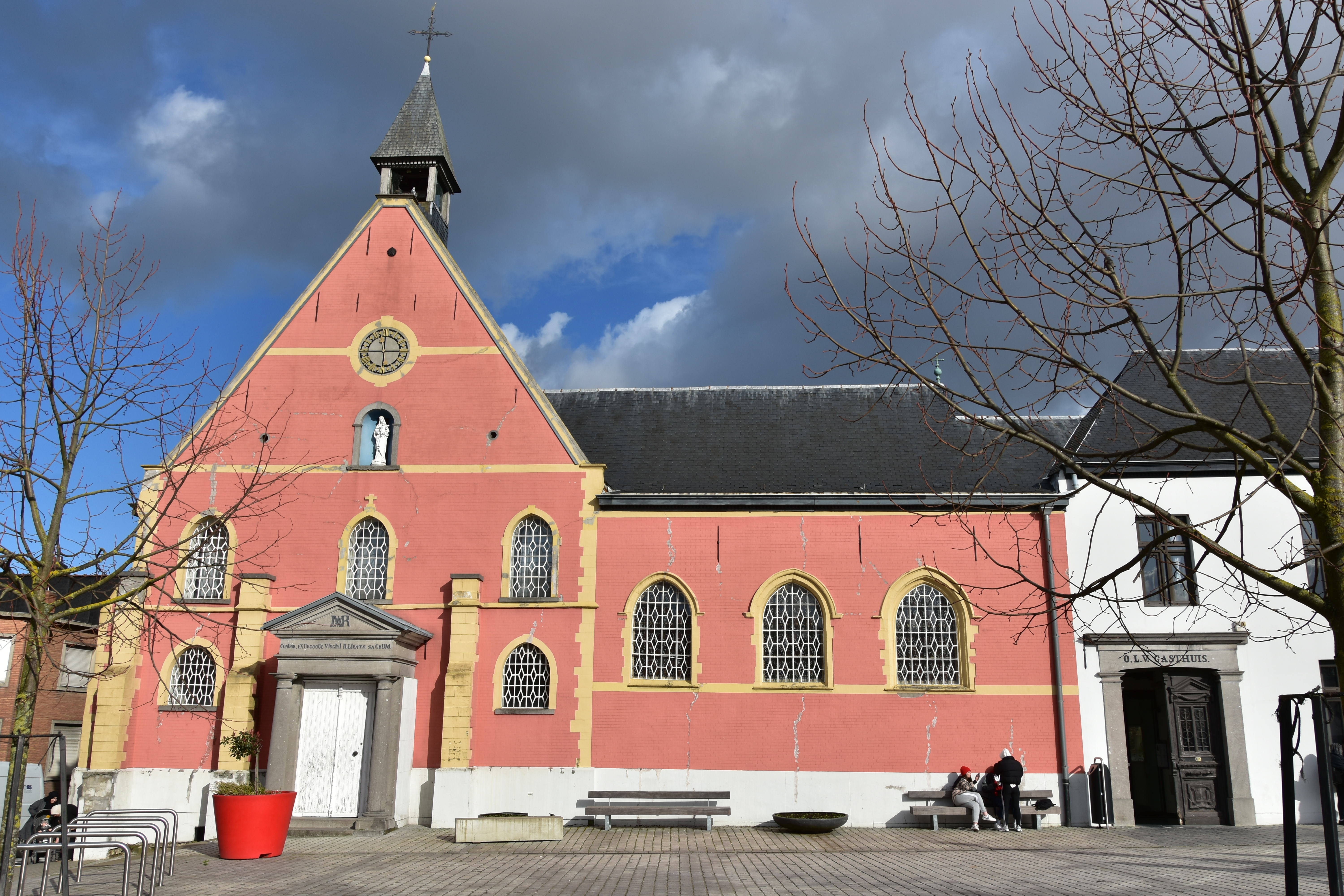
Onze-Lieve-Vrouwgasthuis: kapel

Het Onze-Lieve-Vrouwgasthuis is een voormalig ziekenhuis in de Vlaams-Brabantse plaats Asse, gelegen aan het Gemeenteplein 26.

## Geschiedenis
Van een gasthuis was waarschijnlijk al sprake in de 13e eeuw. Gedacht wordt dan aan de tijd van hertog Hendrik I van Brabant waarin de vrijheid Asse werd gesticht. Van de stichting van het gasthuis zijn geen documenten bewaard, de oudste vermelding is van 1289.
Onderdak werd verleend aan passanten en hulpbehoevenden, waarschijnlijk later ook aan pelgrims. Geleidelijk aan richtte men zich vooral op de verzorging van zieken, met name na de epidemie van 1630. Begin 17e eeuw, na de godsdiensttwisten, moet er van enig verval sprake zijn geweest waarbij de kapel als herberg fungeerde. Men ging begin 17e eeuw echter over tot reparatie.
In 1644-1647 werd, dankzij een gift van Maria de Cotereau, het gasthuis definitief hersteld en uitgebreid. De zusters Augustinessen, verdreven uit Hulst. gingen het beheren. Er moest veel worden hersteld. De kapel werd ingewijd in 1649. Het gasthuis ontwikkelde zich sindsdien tot een volwaardig ziekenhuis. De oudste kern daarvan werd gevormd door de kapel en aansluitend de keuken en de refter. Vooral in het eerste kwartaal van de 18e eeuw werd er veel gebouwd aan het complex, dat ook een boerderij omvatte.
In 1798 werd het complex door de revolutionairen in beslag genomen. Er werd de gendarmerie in gehuisvest en de kapel werd omgebouwd tot Tempel van de Rede. In 1802 kreeg de kapel overigens zijn oorspronkelijke bestemming weer terug. In 1834-1840 vond opnieuw herstel en uitbreiding plaats en kreeg de kapel een neoclassicistisch portaal met het chronogram: ConDor eXUrgoqUe VIrgInI ILLIbatae saCrUM. De boerderijgebouwen werden toen gesloopt. Meer uitbreidingen volgden waaronder in 1874 een nieuwe vleugel, ontworpen door Gustave Hansotte.
In 1822 werd aan de Markt door de zusters de Heilig Hartkliniek in gebruik genomen waarheen de medische diensten werden ondergebracht. De gasthuisgebouwen deden tot 1970 nog dienst als bejaardenhuis. Hierna huisvestten de gebouwen nog de politie en gemeentelijke diensten. In 1973 werd het complex beschermd. De Hansottevleugel werd in 1984 gesloopt. Eind 20e eeuw werd een gedeelte van de gebouwen gerestaureerd en dit werd sinds 2004 het Cultureel Centrum Den Horinck. In 2006 kwam ook de bibliotheek in het complex.

## Gebouw
Er is een U-vormig gebouwencomplex uit de 17e en 18e eeuw, deels met oudere kern en enkele wijzigingen in de 19e eeuw aangebracht. Naast de 17e eeuw bevindt zich de 19e-eeuwse toegangspoort tot het gasthuis en daarnaast een gedeelte dat weliswaar van voor 1647 stamt maar dat in 1979 instortte en werd herbouwd. De noordelijke en de zuidelijke vleugel zijn in kern 17e-eeuws of ouder, maar hebben in 1712 respectievelijk 1727 een nieuw uiterlijk gekregen. Hierbij werden baksteen en Lediaanse steen toegepast.

## Interieur
De kelders worden door tongewelven overkluisd. Verder omvat het complex een historische keuken met tegels uit de 17e tot 19e eeuw. Ook is er een pastoorskamer uit 1707.